# Tyler Toffoli
Tyler Toffoli (ur. 24 kwietnia 1992 w Scarborough) – kanadyjski hokeista występujący na pozycji napastnika w Los Angeles Kings z National Hockey League (NHL), reprezentant kraju.

## Kariera
Tyler Toffoli został wybrany przez Los Angeles Kings z 47. numerem w NHL Entry Draft 2010. W kwietniu 2011 zawodnik podpisał 3-letni entry-level contract z Kings. 16 marca 2013 zadebiutował w spotkaniu NHL z San Jose Sharks. Dwa dni później w meczu przeciwko Phoenix Coyotes zdobył swojego pierwszego gola i zanotował pierwszą asystę w rozgrywkach. W 2014 wraz z Tannerem Pearsonem i Jeffem Carterem stworzyli linię ataku nazwaną „That 70s Line”, ponieważ każdy z zawodników nosił na bluzie numer z siedemdziesiątką (nazwa wzięła się od angielskiego tytułu serialu Różowe lata siedemdziesiąte – That ’70s Show). W czerwcu 2015 Toffoli przedłużył kontrakt z Kings o dwa lata, w trakcie których zarobił 6,5 mln dolarów. W czerwcu 2017 zawodnik uzgodnił z klubem z Los Angeles warunki 3-letniego kontraktu wartego 13,8 mln dolarów.
W kwietniu 2015 Toffoli otrzymał powołanie do kadry na mistrzostwa świata 2015, w których Kanadyjczycy zdobyli złoty medal.

## Statystyki

### Sezon zasadniczy i play-off
| 2007–08     | Toronto Jr. Canadiens | OPJHL       | 2   | 2   | 0   | 2   | 0   | —  | —  | —  | —  | —  |
| 2008–09     | Ottawa 67’s           | OHL         | 54  | 17  | 29  | 46  | 16  | 7  | 2  | 6  | 8  | 4  |
| 2009–10     | Ottawa 67’s           | OHL         | 65  | 37  | 42  | 79  | 54  | 12 | 7  | 6  | 13 | 10 |
| 2010–11     | Ottawa 67’s           | OHL         | 68  | 57  | 51  | 108 | 33  | 4  | 3  | 5  | 8  | 4  |
| 2010–11     | Manchester Monarchs   | AHL         | 1   | 0   | 1   | 1   | 0   | 5  | 1  | 0  | 1  | 6  |
| 2011–12     | Ottawa 67’s           | OHL         | 65  | 52  | 48  | 100 | 22  | 18 | 11 | 7  | 18 | 21 |
| 2012–13     | Manchester Monarchs   | AHL         | 58  | 28  | 23  | 51  | 18  | —  | —  | —  | —  | —  |
| 2012–13     | Los Angeles Kings     | NHL         | 10  | 2   | 3   | 5   | 2   | 12 | 2  | 4  | 6  | 0  |
| 2013–14     | Manchester Monarchs   | AHL         | 18  | 15  | 8   | 23  | 4   | —  | —  | —  | —  | —  |
| 2013–14     | Los Angeles Kings     | NHL         | 62  | 12  | 17  | 29  | 10  | 26 | 7  | 7  | 14 | 10 |
| 2014–15     | Los Angeles Kings     | NHL         | 76  | 23  | 26  | 49  | 37  | —  | —  | —  | —  | —  |
| 2015–16     | Los Angeles Kings     | NHL         | 82  | 31  | 27  | 58  | 20  | 5  | 0  | 1  | 1  | 2  |
| 2016–17     | Los Angeles Kings     | NHL         | 63  | 16  | 18  | 34  | 22  | —  | —  | —  | —  | —  |
| 2017–18     | Los Angeles Kings     | NHL         | 82  | 24  | 23  | 47  | 16  | 4  | 0  | 0  | 0  | 0  |
| NHL łącznie | NHL łącznie           | NHL łącznie | 375 | 108 | 114 | 222 | 107 | 47 | 9  | 12 | 21 | 12 |

### Międzynarodowe
| Rok                | Drużyna            | Turniej            | Wynik                 | M  | G | A | Pkt | Min |
| ------------------ | ------------------ | ------------------ | --------------------- | -- | - | - | --- | --- |
| 2009               | Canada Ontario     | U-17               | 1st, gold medalist(s) | 6  | 4 | 5 | 9   | 6   |
| 2015               | Kanada             | MŚ                 | 1st, gold medalist(s) | 10 | 2 | 3 | 5   | 2   |
| Juniorskie łącznie | Juniorskie łącznie | Juniorskie łącznie | Juniorskie łącznie    | 6  | 4 | 5 | 9   | 6   |
| Seniorskie łącznie | Seniorskie łącznie | Seniorskie łącznie | Seniorskie łącznie    | 10 | 2 | 3 | 5   | 2   |